# Misythus ponderosus
Misythus ponderosus är en insektsart som beskrevs av Morgan Hebard 1923. Misythus ponderosus ingår i släktet Misythus och familjen torngräshoppor. Inga underarter finns listade i Catalogue of Life.